# Ерёменко, Назар Константинович
Назар Константинович Ерёменко (15 октября 1909, хутор Банкино, Воронежская губерния — 3 декабря 1974, станица Медведовская) — советский организатор колхозного производства, председатель колхоза «Россия» Тимашёвского района Краснодарского края. Герой Социалистического Труда (1965).

## Биография
Родился 15 октября 1909 года в многодетной крестьянской семье на хуторе Банкино Валуйского уезда Воронежской губернии (сегодня — Вейделевский район Белгородской области). Его отец погиб во время Первой мировой войны. Трудовую деятельность начал в раннем возрасте из-за сложного материального положения семьи. В 1918 году окончил начальную четырёхлетнюю школу. В 1929 году вступил в колхоз «Заря коммунизма».
В 1930 году призван в Красную Армию. Служил в звании сержанта, окончил полковую военную школу в Острогожске. В 1931 году вступил в ВКП(б).
После окончания службы уехал на Кубань в станицу Медведовскую Тимашёвского района. Работал агрономом в колхозе «15 лет РККА», потом был избран председателем колхоза «20 лет Октября» (1937—1938), после чего работал председателем сельпо. С 1940 года инструктор Тимашёвского райкома ВКП(б).
После начала Великой Отечественной войны ушёл на фронт. Первоначально служил в звании капитана в должности заместителя командира 129-го стрелкового полка 26-й запасной стрелковой дивизии. Позднее — заместитель командира 504-го стрелкового полка 107-й стрелковой дивизии 60-й армии. Был дважды ранен.
После демобилизации возвратился в Тимашёвск, работал заведующим отделом торговли Тимашёвского райисполкома. В 1949 году избран председателем колхоза «Путь Ленина» и через год — председателем партийного бюро колхоза «Путь к коммунизму» Тимашёвского района. 4 октября 1956 года избран председателем колхоза «Россия» того же района. Руководил колхозом 14 лет до выхода на пенсию.
За это время колхоз «Россия» вышел в передовые сельскохозяйственные предприятия Краснодарского края. В 1957 году колхоз стал выращивать сахарную свёклу. В 1965 году колхозом было собрано в среднем по 330 центнеров сахарной свёклы с каждого гектара. За выдающиеся успехи в повышении урожайности, увеличении производства и заготовок сахарной свёклы Назар Ерёменко был удостоен звания Героя Социалистического Труда.
Участвовал в работе XXIII съезда КПСС.
В 1969 году вышел на пенсию. Проживал в станице Медведовская. Скончался 3 декабря 1974 года.

## Память
- Его именем названа улица в станице Медведовской.
- В посёлке Вейделевка Белгородской области в 2003 году на Аллее героев установлен бюст Назара Ерёменко[3].
- В 2014 году в Тимашёвске на Аллее героев был установлен бюст Назара Ерёменко[4].

## Награды
- Герой Социалистического Труда — указом Президиума Верховного Совета СССР от 31 декабря 1965 года
- Орден Ленина (1965)
- Орден Отечественной войны I степени
- Орден Трудового Красного Знамени
- Орден Знак Почёта